# 경제 지표
경제 지표(經濟指標, 영어: economic indicator)는 경제에 대한 통계이다. 경제의 성장과 발전으로 인하여 점점 다각적, 거시적인 분석과 논증을 필요로 하게 되었는데 이와 같은 모든 경제 현상이나 그 변화, 예측을 설명할 때 쓰이는 지표를 말한다. 경제 지표들을 통해 경제적 성과와 미래 성과에 대한 예측을 분석할 수 있다. 경제 지표들의 한 응용으로는 경기 순환의 연구가 있다. 경제 지표에는 다양한 지수, 소득 보고, 경제 요약을 포함한다. 이를테면 실업률, 이직률, 주택 착공 건수, 소비자 물가지수 (인플레이션의 척도), 소비자 레버리지 비율, 산업 생산 지수, 파산, 국내 총생산, 광대역 인터넷 보급률, 소매 판매 지수, 주식 시장의 주가, 통화량의 변화 등을 들 수 있다.

## 경기 지표
경기지표(景氣指標)란 경기동향을 판단하기 위하여 이용하는 수량적인 지표를 말한다. 이것에는 기존의 통계적 계열 중에서 경기동향을 민감히 반영하는 것이라고 생각되는 계열을 그대로 이용하는 경우와 경기동향을 보기에 적합한 지표로 만드는 방법의 2가지가 있다. 전자는 ① 생산활동, ② 상품의 수급상황, ③ 물가(기업수익·원가포함)의 동향, ④ 금융·통화의 움직임 등 경기동향을 집약한 4개의 국면에 관련된 통계지표를 말한다. 예를 들면 생산지수·출하지수(出荷指數)·재고지수 등의 움직임, 또는 도매물가나 소비자물가의 동향이 주요한 판단재료이다. 후자는 ① 바로미터(barometer)방정식, ② DI(diffusion index)방식, ③ 경기변동지표에 관한 센서스방식, ④ 비즈니스 서베이(business survey)방식, ⑤ 계량경제모델 방식 등으로 구별될 수 있다. 이 중에서 경기지표에 관련이 깊은 것은 ①∼③이다.

## 시간에 따른 분류

경제 지표는 경기 순환(business cycle)에 관한 시간에 따라 선행 지표(leading indicator), 후행 지표(lagging indicator), 동행 지표(coincident indicator)로 나뉜다.

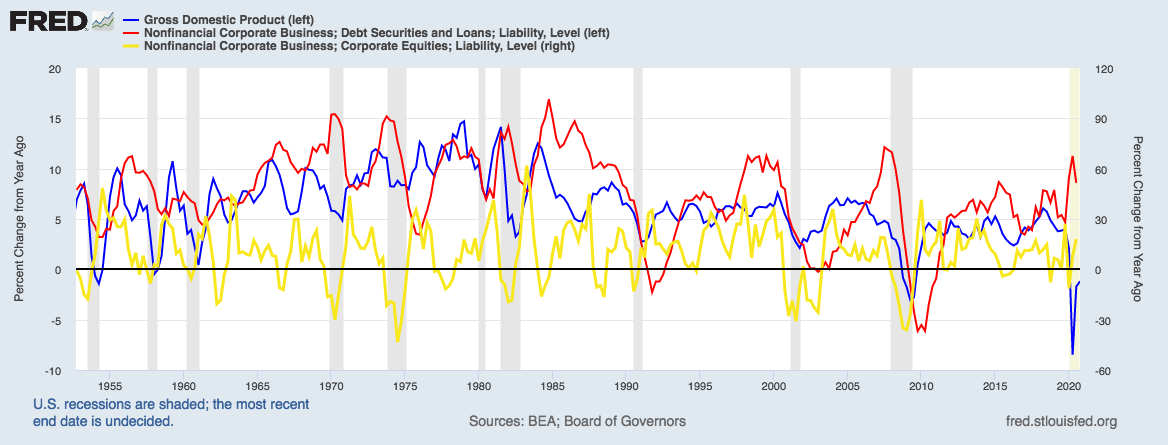
선행지표로서의 주식(Equities), 동행지표로서의 GDP, 후행지표로서의 신용판매(credit)

### 선행 지표
선행 지표(Leading indicator)는 경기가 전체적으로 바뀌기 전에 바뀌는 지표이다. 따라서 선행 지표는 유용한 경기 단기 예측 변수(short-term predicator)이다. 주식수익률(tock market return)은 선행지표이다. 주식시장은 경기가 전체적으로 하강하기 전에 먼저 하강하고. 경기가 침체에서 벗어나기 전에 먼저 상승한다. 다른 선행 지표는 소비자 기대지수(index of consumer expectations), 건설 허가(building permits), 통화공급량(money supply)이다. 미국 컨퍼런스 보드(The Conference Board)는 향후 6-9개월 미국 경제 활동을 예측하도록 설계된 10개의 지표로 구성된 종합 컨퍼런스 보드 선행 경기 지수(Conference Board Leading Economic Index)를 발표한다.
컨퍼런스 보드 선행 경기 지수의 구성요소
1. 평균 주당 노동 시간(제조업)(Average weekly hours (manufacturing)) : 현존 피고용인들의 노동 시간 조정은 신규 고용이나 일시 해고(layoff)에 앞서 발생하는데, 이때문에 평균 주당 노동 시간 측정이 실업률 변화에 대한 선행 지표가 되는 것이다.
2. 평균 주간신규실업수당신청건수(Average weekly initial jobless claims for unemployment insurance) : 컨퍼런스 보드(CB)에서는 이 지수를 +에서 -로 뒤집는데, 이는 이 지수가 +라는 것은 곧 실직 상태라는 것을 의미하기 때문이다. 신규실업수당신청에 관한 데이터는 실업률 측정보다도 경기상황에 더 민감하며, 따라서 미국 노동부(U.S. Department of Labor)가 발표하는 월별 실업률 데이터를 주도한다.
3. 제조업계의 소비자 상품/자재 신규주문(Manufacturers' new orders for consumer goods/materials) : 소비자의 상품이나 자재 신규 주문이 실제 생산의 정적 변화를 의미하기 때문에 선행 지표에 포함된다. 신규주문은 재고(inventory)를 낮추고 수주잔고(unfilled order)의 원인이 되어, 장래 수익의 전조가 된다.
4. 매각 실적(납품 지연 확산 지수)(Vendor performance (slower deliveries diffusion index)) : 산업 기업에 주문품을 인도하는 시간을 측정한다. 납품 시간의 증가는 제조업 공급에 대한 수요 증가를 가리킬 수 있기 때문에, 매각 실적은 경기 순환을 주도한다. 매각 실적은 미국 구매 관리자 협회(National Association of Purchasing Managers, NAPM)의 월별 조사를 통해 측정된다. 확산지수는 변화가 없다고 응답한 설문자 절반과 납품이 지연된다고 응답한 설문자 전체를 대상으로 측정한다.
5. 제조업자의 비국방 자본재 신규주문(Manufacturers' new orders for non-defense capital goods) : 상술하였듯, 주문 증가는 실제 생산의 정적 변화와 수요 증가 가능성을 의미하기에 신규 주문은 경기 순환을 주도한다. 소비자 상품/자재 요소에 대한 생산자의 신규주문에 대한 상대요소이다.
6. 건설 허가(Building permits) : 신규 건설 개인 주택에 대한 지수
7. 500대 보통주 주가(Stock prices of 500 common stocks) : 주가 변동은 장래 경기와 수익률에 대한 기대치를 반영한다는 점에서 증권시장 수익은 선행지표가 된다.

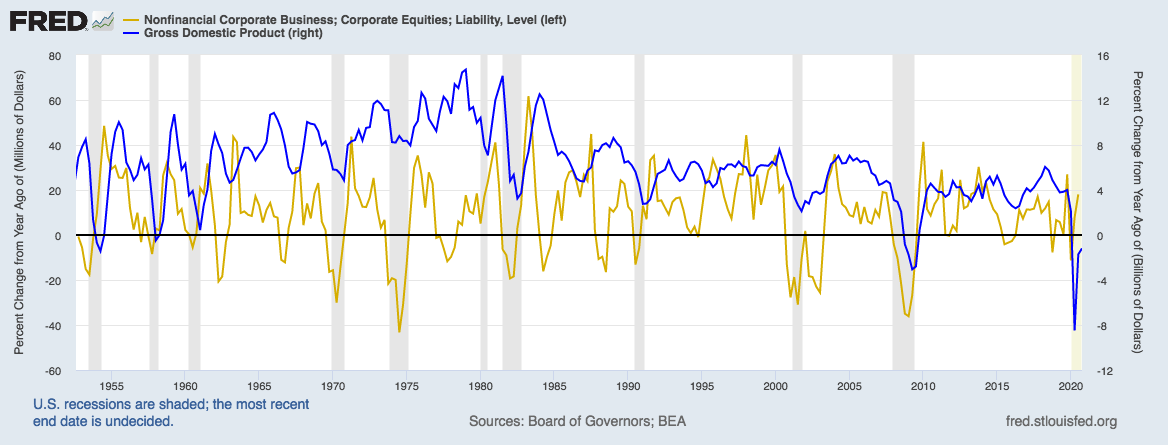
GDP 관련 선행 지표로서의 기업 지분

1. 통화량 공급(M2)(Money Supply (M2)) : 통화량 공급은 예금, 여행자 수표, 저축성 예금(savings deposits), 총화(currency), 금융 시장 계정(money market accounts), 소액정기예금(small-denomination time deposits)을 포함한다. 미 연방정부가 발행하는 GDP 보고서 내 디플레이터(deflator)를 통해 M2의 인플레이션이 조정된다. 계좌 예금(account deposit)의 한 요소인 은행 대부(bank lending)는 인플레이션이 통화량공급보다 빠르게 상승할 때 하강한다. 이는 경기확장을 어렵게 한다. 따라서 요구불 예금(demand deposits) 증가가 인플레이션이 상승할 것이라는 기대를 가리킨다. 이는 은행 대부의 저하와 저축의 상승을 가져온다.
2. 금리 상승(10년 예산 대 연방준비금 타겟)(Interest rate spread (10-year Treasury vs. Federal Funds target)) : 금리(interst rate) 상승은 수익률 곡선(yield curve)을 의미하며, 단•중•장기 금리의 기대 방향을 의미하기도 한다. 수익률 곡선의 변화는 경기순환 하강의 가장 정확한 예측지표가 되어 왔다. 수익률 곡선이 뒤집어질 경우, 즉 장기 수익(long-term return)이 단기 요율(short rates)보다 적다고 기대될 경우, 경기순환하강의 지표가 된다는 것이 부분적으로 사실이다.
3. 소비자 기대 지수(Index of consumer expectations) : 순전히 기대심리(expectation)에만 좌우되는 지표이다. 소비자 기대심리가 장래 소비자 소비나 긴축으로 이어질 수 있기에, 이 지수가 경기를 주도한다. 소비자 기대 지수 데이터는 미시건 대학(University of Michigan) 여론조사연구센터(Survey Research Center)에서 한 달에 한 번 발표한다.

### 후행 지표
후행 지표(Lagging indicator)는 경기가 전체적으로 바뀐 후에 바뀌는 지표이다. 보통 경기후퇴(lag)는 1년의 몇 분기에 해당한다. 실업률(unemployment rate)은 후행 지표이다. 고용(employment)은 일반경제의 경기호전(upturn) 이후 2-3분기 늘어나는 경향이 있다.  금융에서 볼린저 밴드(Bollinger band)는 자주 사용되는 후행 지표 중 하나이다. 실적 측정 시스템(performance measuring system)에서, 한 사업을 통해 벌어들인 수익은 과거 실적(historical performance)을 반영한다는 점에서 후행지표에 해당한다. 이와 유사하게, 소비자 만족도 상승은 이전의 발의 사항이 반영된 결과이다.
후행 지표 지수는 월마다 비정부 기관인 컨퍼런스 보드에서 발행하는데, 이는 7개 항목으로부터의 지수에 대한 평가치를 결정한다.
지수는 경기 전반에서 발생한 변화를 추종(follow)한다.
컨퍼런스 보드 지수의 항목들은 다음과 같다.
- 실업률 평균 지속(역전)(The average duration of unemployment (inverted))
- 미환급 상업대출 및 기업대출 가치(The value of outstanding commercial and industrial loans)
- 서비스업에 대한 소비자 가격 지수 변화(The change in the Consumer Price Index for services)
- 산출 단위 당 노동 비용 변화(The change in labour cost per unit of output)
- 판매 대비 제조 및 무역 재고 비율(The ratio of manufacturing and trade inventories to sales)
- 개인소득 대비 소비자 신용 미지급 비율(The ratio of consumer credit outstanding to personal income)
- 은행 지급 평균 우대 금리(The average prime rate charged by banks)

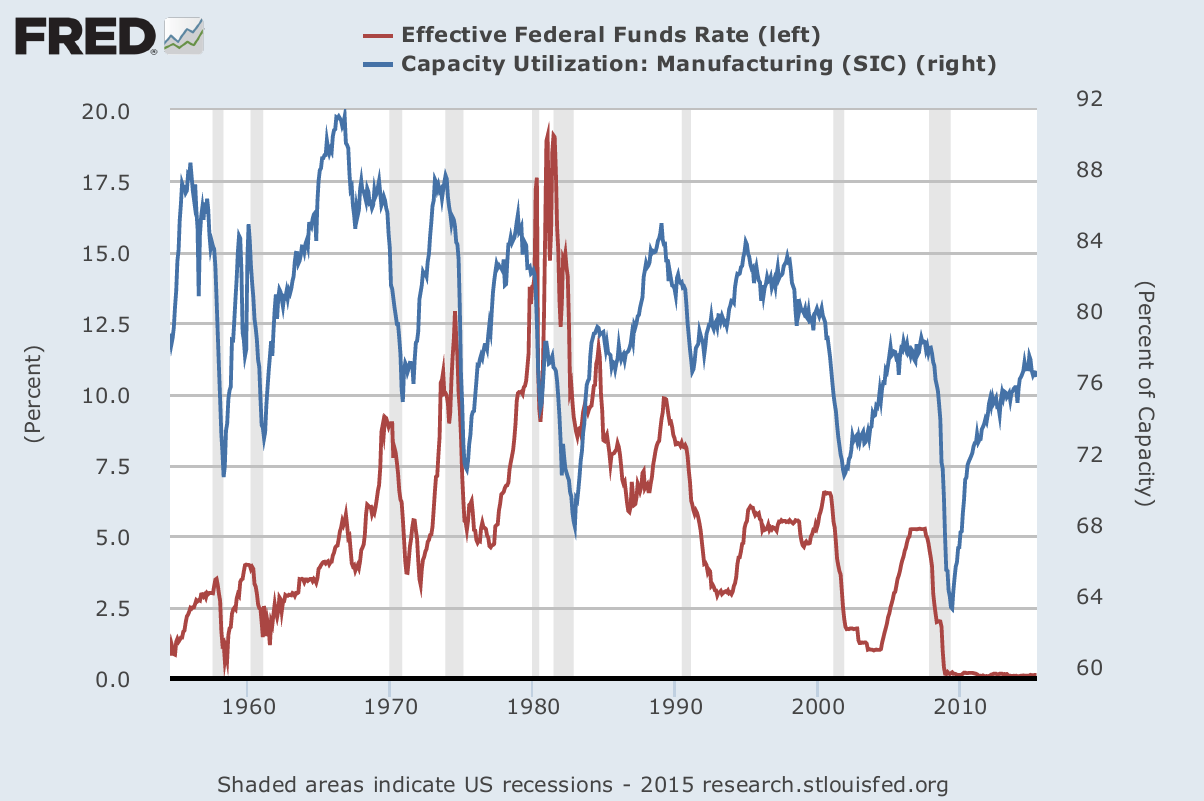
제조업 설비 가동률(capacity utilization) 뒤에 후행하는 미국 연방 준비율(Federal Funds Rate)

### 동행 지표
동행 지표(Coincident indicator)는 경기 전체와 거의 동시에 바뀌며, 따라서 경기의 최신 상황 관련 정보를 제공한다. GDP(Gross Domestic Product), 기업 생산률(industrial production), 개인 소득(personal income), 소매상 판매고(retail sales) 등이 경기 동행 지표에 해당한다. 동행지수는 어느 정도 시간 경과 이후, 경기 순환의 최고점과 최저점(peaks and troughs) 날짜를 확인하는데 사용된다.
경기 동행 지표 지수를 구성하는 경제 통계 항목은 4개이다.
- 비농업 분야 급여 지불 명부에 기재된 고용인 수(Number of employees on non-agricultural payrolls)
- 이전지출을 제외한 개인소득(Personal income less transfer payments)
- 공업 생산률(Industrial production)
- 제조업 및 무역업 판매량(Manufacturing and trade sale)

필라델피아 연방 준비(The Philadelphia Federal Reserve)는 필라델피아 주의 4개 변수에 기반한 동행 지수를 발표한다.
- 비농업 급여 명부 상에 기재된 고용률(Nonfarm payroll employment)
- 제조업 평균 노동 시간(Average hours worked in manufacturing)
- 실업률(Unemployment rate)
- 소비자 가격 지수에 의해 수축된 주급 및 월급 지출(미국 도시 평균) (Wage and salary disbursements deflated by the consumer price index (U.S. city average))

## 참조
1. ↑  《글로벌 세계대백과사전》,  〈경제지표〉
2. ↑  uknew, ivar (2025년 4월 4일). “경제지표-선행지표, 동행지표, 후행지표”. 《아이바 금융》. 2025년 8월 5일에 확인함.
3. ↑  O'Sullivan, Arthur; Sheffrin, Steven M. (2003). 《Economics: Principles in Action》. Upper Saddle River, New Jersey: Pearson Prentice Hall. 314쪽.
4. ↑  “Nonfarm payroll report: when it’s released, what it shows and how to trade it”. 《Dzengi.com》. 2020년 4월 23일에 확인함.
5. ↑  “Bollinger Bonds are valuable tools to help a trader enter, exit, place stop loss orders and even spot when a potential breakout might occur”. 《currrency.com》. 2019년 11월 4일에 확인함.
6. ↑  Smith, Charles Emrys, "Economic Indicators", in Wankel, C. (ed.) Encyclopedia of Business in Today's World (2009). California, USA.
7. ↑  Yamarone, Richard (2012). 〈Indexes of Leading, Lagging, and Coincident Indicators〉. 《The Trader's Guide to Key Economic Indicators》 (영어). John Wiley & Sons, Inc. 47–63쪽. doi:10.1002/9781118532461.ch2. ISBN 9781118532461.
8. ↑  “State Coincident Indexes”. Federal Reserve Bank of Philadelphia. 2010년 10월 4일에 확인함.

## 같이 보기
- 빅맥 지수
- 경제 지수
- 인플레이션
- 기본적 분석
- GDP